# Le Verdon-sur-Mer
 Le Verdon-sur-Mer  es una población y comuna francesa, situada en la región de Aquitania, departamento de Gironda, en el distrito de Lesparre-Médoc y cantón de Saint-Vivien-de-Médoc. 
Es la comuna más septentrional de las Landas de Gascuña. Limita al norte y al este con el estuario de Gironda, al sur con Soulac-sur-Mer y al oeste con el océano Atlántico. 
Se encuentra en el extremo norte del Médoc, donde la Gironda desemboca en el océano Atlántico, en el golfo de Vizcaya; la punta de Grave marca el inicio de la Côte d'Argent.

## Demografía
| 1554 | 1630 | 1648 | 1616 | 1344 | 1274 |
| Para los censos de 1962 a 1999 la población legal corresponde a la población sin duplicidades (Fuente: INSEE [Consultar]) |      |      |      |      |      |

## Monumentos
El municipio cuenta con dos faros de importancia:
- El faro de Cordouan, que figura en el escudo del pueblo. Situado a 7 km de la costa, es el más antiguo de Francia y uno de los más altos.
- El faro de Grave, situado en el extremo de la punta de Grave, alberga un Museo de Faros y Balizas.